# لستل
شهر لستل  در بخش لستل در ایالت بزل‌کونتریدر کشور سوئیس واقع شده‌است که ۱۲٬۶۰۰ نفر جمعیت دارد.